# David Brun-Lambert
Pour les articles homonymes, voir Brun et Lambert.
 (avril 2014).
David Brun-Lambert, né le 24 décembre 1971, est un auteur, journaliste, scénariste, réalisateur radio et producteur de podcast français. Il vit à Genève.

## Biographie
Écrivain, il est l’auteur de la biographie Nina Simone, une vie (Flammarion, 2005), du roman Boys in the band (Denoël, 2007), du Petit Atlas des Musiques Urbaines (Cité de la Musique, Mondomix Médias, 2010), de l’essai Pop Parano, une histoire de la peur dans la pop culture (Éditions de l’œuvre, 2011). En octobre 2013, il publie avec Laurent Garnier L'Intégrale, suite de l’ouvrage Electrochoc sorti chez Flammarion en 2003 et depuis traduit dans neuf pays. En 2015, il publie Unforgotten NYC (Prestel UK) mené en collaboration avec le photographe anglais John Short et le designer londonien David Tanguy. 
Journaliste, David a été rédacteur en chef du hors série du magazine Les Inrockuptibles (2010) et du Montreux Jazz Festival Chronicle (2014-2016). Il a collaboré à de nombreux titres de presse parmi lesquels L'Hebdo, Le Courrier,  Nova Magazine, Vibrations, La Tribune de Genève, SEPT.Info, La Côte, Enville, Mixte, Red Bulletin… Il collabore aujourd'hui régulièrement avec la rédaction culturelle du quotidien suisse Le Temps. En 2017, il est mandaté par l'EPFL (Lausanne) pour assurer la direction éditoriale d'un MOOC musicologique crée en collaboration avec les Archives du Montreux Jazz Festival, puis pour participer en tant que journaliste au projet de collecte de témoignages "Montreux Jazz Memories" (avec Montreux Jazz Festival et Fonsart). 
Producteur radio, il  pilote plusieurs émissions radio pour Radio Nova (1996-1999) dont il produit également le programme Novamix avant de rejoindre Couleur 3 en 1999, puis France Culture au sein de l’émission « Sur les Docks », enfin les antennes La Première et Espace 2 (Radio télévision suisse) pour qui il réalise toujours régulièrement des programmes consacrés à l’histoire des avant-gardes culturelles. 
Curateur, il est responsable éditorial du Centre des Musiques Noires fondé à Salvador de Bahia, Brésil, en 2009. En 2014, il co-dirige l'éditorial de l'exposition « Great Black Music » produite par Marc Bénaïche et Mondomix à la Cité de la musique, Paris. 
Scénariste, il participe au scénario du long-métrage Electrochoc et signe "Afro-Picks 2.0", documentaire filmé à New York avec Questlove et Tony Allen dans le cadre du Red Bull Music Academy World Tour 2011. Il est aussi notamment l'auteur du documentaire en 2 volets de 52 min Légendes des Musiques Noires diffusés en 2014 diffusé sur France Ô, France Télévision.  
Début 2017, il lance la collection « Pop City » avec les illustrateurs Aurélie Pollet et Michael Prigent (The Parisianers) et le graphic designer David Tanguy (Studio Praline, Londres) aux éditions du Chêne (Groupe Hachette), puis  crée la web-série Culte avec Aurélie Pollet sur Arte Web (production : Quark, Paris). En septembre 2020, il est nommé adjoint à la Direction culturelle du Festival International Film et Forum sur les Droits Humains (FIFDH, Genève) et inaugure en parallèle plusieurs séries de podcasts "utopia3" consacrés à "celles-ceux qui luttent en faveur des droits humains" ou "COMMUNS", consacré à la transition sociale et solidaire.
En novembre 2020, il crée à Genève le studio indépendant de production de podcast Chahut Média avec Carole Harari. Consacrée à la réalisation et la diffusion de documentaires audio originaux haut de gamme, le studio Chahut Média collabore régulièrement avec les principales structures culturelles et académiques de Suisse romande: Bibliothèque de Genève, Institut de hautes études internationales et du développement, Université de Lausanne, etc.

## Publications
- Électrochoc, en collaboration avec Laurent Garnier, 2003 (Flammarion).
- Nina Simone, une vie, (Flammarion (2005)
- Boys in the Band, roman (Denoël, 2007).
- Petit Atlas des musiques urbaines (Cité de la Musique, Mondomix Médias, Éditions de l'œuvre, 2010)
- Michael Jackson, Phoenix Pop, ouvrage collectif (Consart Editions, Vibrations, 2010)
- Pop Parano, introduction à l'histoire de la peur dans la pop culture (Éditions de l'œuvre, 2011)
- Nuits sonores, 10 ans sans dormir, ouvrage collectif (Arty Farty, 2012)
- Électrochoc, L'intégrale, 1987-2013, avec Laurent Garnier (Flammarion, 2013)
- Unforgotten New York (Legendary spaces of the XXth century avant-garde), avec John Short et David Tanguy (Prestel UK, 2015)
- Pop City: New York, avec Aurélie Pollet, Michael Prigent, David Tanguy, 2017 (Éditions du Chêne, 2017)

## Filmographie
- Afro-Picks 2.0, (26 min) film documentaire tourné à New York avec Questlove et Tony Allen dans le cadre de la Red Bull Music Academy World Tour 2011
- Légendes des musiques noires, film documentaire 2 × 52 min, réalisé par Jérémie Cuvilier et François Mauger, production Mondomix, diffusion France Ô, avril 2014
- Festivals, nouvel Eldorado, film documentaire 52 min ; Auteurs : écrit avec Olivier Horner ; réalisation : Steven Blatter ; Producteur : Point Prod ; Diffuseur : RTS (juin 2016).
- Culte, web-série (15 X 2'30) créée avec Aurélie Pollet. Production : Quark (Paris). Diffuseur : Arte web (octobre 2017) Lien: arte.tv/culte